# NGC 620
NGC 620 ist eine Spiralgalaxie vom Hubble-Typ S/P im Sternbild Andromeda, welche etwa 119 Millionen Lichtjahre von der Milchstraße entfernt ist.
Das Objekt wurde am 14. Dezember 1871 von dem französischen Astronomen Édouard Jean-Marie Stephan entdeckt.